# 泰科·莫迪塞
泰科·祖豪罗费罗·莫迪塞（英語：Teko Tsholofelo Modise，1982年12月22日—）是一名南非己退役足球运动员，曾效力南非足球超级联赛的奥兰多海盗及馬姆洛迪辛當斯。